# Sonia O'Sullivan
Sonia Elena O'Sullivan (Cork, Irlanda, 28 de noviembre de 1969) es una exatleta irlandesa, especializada en la prueba de 5000 m en la que llegó a ser campeona mundial en 1995 y obtuvo una medalla de plata en la misma disciplina en los Juegos Olímpicos de 2000. Su récord mundial de 2000 m de 5:25.36, establecido en 1994, aún sigue en pie.

## Carrera deportiva
En el Mundial de Gotemburgo 1995 ganó la medalla de oro en los 5000 metros, con un tiempo de 14:46.47 segundos que fue récord de los campeonatos, llegando a meta por delante de la portuguesa Fernanda Ribeiro y la marroquí Zahra Ouaziz.
Tres años después, en el Campeonato Europeo de Atletismo de 1998 ganó dos medallas de oro: en 5000 metros —con un tiempo de 15:06.50 segundos, superando a la rumana Gabriela Szabo y a la española Marta Domínguez (bronce)— y en 10000 metros, con un tiempo de 31:29.33 s, por delante de la portuguesa Fernanda Ribeiro y la rumana Lidia Șimon.